# Norborne
Norborne – miasto w Stanach Zjednoczonych, w stanie Missouri, w hrabstwie Carroll.